# Saison 1 des Goldberg
Chronologie
Saison 2
Cet article présente le guide des épisodes de la première saison de la série télévisée américaine Les Goldberg.

## Généralités
- Le 10 mai 2013, la série a été officiellement commandée par le réseau ABC[1].
- Le 1er novembre 2013, ABC a commandé 9 épisodes supplémentaires pour une saison complète, portant la saison à 22 épisodes[2].
- Au Canada, la saison a été diffusée en simultané sur le réseau CTV.

## Distribution

### Acteurs principaux
- Wendi McLendon-Covey (VFB : Delphine Moriau) : Beverly Goldberg
- Sean Giambrone (en) (VFB : Tim Belasri) : Adam Goldberg (jeune)
- Troy Gentile (VFB : Thibaut Delmotte) : Barry Goldberg
- Hayley Orrantia (VFB : Claire Tefnin) : Erica Goldberg
- Jeff Garlin (VFB : Michel Hinderyckx) : Murray Goldberg
- George Segal (VFB : François Mairet) : Pops Solomon
- Patton Oswalt (VFB : Philippe Allard) : Adam Goldberg (voix off adulte)

### Acteurs récurrents
- Virginia Gardner : Lexy Bloom (8 épisodes)
- Natalie Alyn Lind (VFB : Alayin Dubois) : Dana Caldwell (5 épisodes)
- Jackson Odell : Ari Caldwell (5 épisodes)
- Jacob Hopkins : Chad Kremp (épisodes 8, 16, 20 et 22)
- Stephanie Katherine Grant (VFB : Nancy Philippot) : Emmy Mirsky (épisodes 15, 16, et 20)
- AJ Michalka (VFB : Helena Coppejans) : Lainey Lewis[3] (épisodes 15, 18, 21 et 22)
- Kenny Ridwan (VFB : Alexis Flamant) : Dave Kim (épisodes 16, 19, 20 et 22)

### Invités
- Tom Cavanagh : Charles Kemp[4] (épisode 8)
- Jennifer Irwin (en)[4] : Virginia Kemp (épisodes 8 et 21)
- Tim Meadows : Mr. Glascott[5] (épisode 11)
- Annie Mumolo : Betsy Rubenstone[6] (épisode 13)
- Martin Starr : Andre[7] (épisode 13)
- Thomas Lennon : Tautaun Todd[8] (épisode 22)
- Bryan Callen : Coach Miller[8] (épisodes 19 et 22)

## Épisodes

### Épisode 1:Le Cercle de la conduite
- États-Unis /  Canada : 24 septembre 2013 sur ABC[9] / CTV
- France : 17 octobre 2015 sur Comédie+
- Suisse : 2 décembre 2016 sur RTS Un[10].

- États-Unis : 8,94 millions de téléspectateurs[11] (première diffusion)
- Canada : 1,271 million de téléspectateurs[12],[13] (première diffusion)

- Troy Winbush (Officer Pochinski)
- Brec Bassinger (Zoe)

### Épisode 2:La Journée père-fille
- États-Unis /  Canada : 1er octobre 2013 sur ABC / CTV
- France : 17 octobre 2015 sur Comédie+
- Suisse : 5 décembre 2016 sur RTS Un

- États-Unis : 6,06 millions de téléspectateurs[14] (première diffusion)

- Karen Gonzalez (Saleswoman)

### Épisode 3:Mini-Murray
- États-Unis /  Canada : 8 octobre 2013 sur ABC / CTV
- France : 17 octobre 2015 sur Comédie+
- Suisse : 6 décembre 2016 sur RTS Un

- États-Unis : 5,76 millions de téléspectateurs[15] (première diffusion)

- Cedric Yarbrough (Vic)
- Ben Zelevansky (Dale)

### Épisode 4:Pourquoi tu te fous des baffes?
- États-Unis /  Canada : 15 octobre 2013 sur ABC / CTV
- France : 17 octobre 2015 sur Comédie+
- Suisse : 7 décembre 2016 sur RTS Un

- États-Unis : 5,05 millions de téléspectateurs[16] (première diffusion)

- Alex Meneses (Sophia)
- Renee Percy (Sandra)
- Rogelio T. Ramos (Waiter)
- David L. King (announcer)
- Rhoda Baldwin (Lorraine)

### Épisode 5:La Bague
- États-Unis /  Canada : 22 octobre 2013 sur ABC / CTV
- France : 17 octobre 2015 sur Comédie+
- Suisse : 8 décembre 2016 sur RTS Un

- États-Unis : 5,2 millions de téléspectateurs[17] (première diffusion)

- Natalie Alyn Lind (Dana)
- Brian Huskey (Andy Secunda)
- Jackson Odell (Dana's Brother)
- Stephen Jared (Dana's Dad)
- Kim Kunze (Dana's Mom)

### Épisode 6:En cas d'ennuis, on appelle qui?
- États-Unis /  Canada : 29 octobre 2013 sur ABC / CTV
- France : 24 octobre 2015 sur Comédie+
- Suisse : 9 décembre 2016 sur RTS Un

- États-Unis : 5,43 millions de téléspectateurs[18] (première diffusion)

- Ginny Gardner (Lexy Bloom)
- Tanner Buchanan (Evan Turner)
- Dawson Fletcher (Derek)
- Xihuaru Kilcher (Kevin)
- Jackson Odell (Ari Caldwell)

### Épisode 7:Appelle moi quand t'es arrivé
- États-Unis /  Canada : 5 novembre 2013 sur ABC / CTV
- France : 24 octobre 2015 sur Comédie+
- Suisse : 12 décembre 2016 sur RTS Un

- États-Unis : 4,89 millions de téléspectateurs[19] (première diffusion)

- Ginny Gardner (Lexy Bloom)
- Daniel Nguyen (Theater Manager)
- Kathryn Leigh Scott (Miriam)
- Matthew Jones (Cop)

### Épisode 8:Les Kremp
- États-Unis /  Canada : 12 novembre 2013 sur ABC / CTV
- France : 24 octobre 2015 sur Comédie+
- Suisse : 13 décembre 2016 sur RTS Un

- États-Unis : 5,12 millions de téléspectateurs[20] (première diffusion)

- Jennifer Irwin (Virginia Kremp)
- Tom Cavanagh (Charles Kremp)
- Jacob Hopkins (Chad Kremp)
- Tyler Stokes (Drew Kremp)
- Mike Grief (Pastry Baker)

### Épisode 9:Le Boulet
- États-Unis /  Canada : 19 novembre 2013 sur ABC / CTV
- France : 24 octobre 2015 sur Comédie+
- Suisse : 14 décembre 2016 sur RTS Un

- États-Unis : 5,03 millions de téléspectateurs[21] (première diffusion)

- Dan Fogler (Marvin)

### Épisode 10:Shopping
- États-Unis /  Canada : 3 décembre 2013 sur ABC / CTV
- France : 24 octobre 2015 sur Comédie+
- Suisse : 15 décembre 2016 sur RTS Un

- États-Unis : 4,56 millions de téléspectateurs[22] (première diffusion)

- Rizwan Manji (Donald)
- Billy Malone (security guard)

### Épisode 11:Karaté
- États-Unis /  Canada : 10 décembre 2013 sur ABC / CTV
- France : 31 octobre 2015 sur Comédie+
- Suisse : 16 décembre 2016 sur RTS Un

- États-Unis : 4,77 millions de téléspectateurs[23] (première diffusion)

- Tim Meadows (Mr. Glascott)
- Ginny Gardner (Lexy Bloom)
- Jackson Odell (Ari Caldwell)

### Épisode 12:Un associé encombrant
- Canada : 6 janvier 2014 sur CTV
- États-Unis : 7 janvier 2014 sur ABC[24]
- France : 31 octobre 2015 sur Comédie+
- Suisse : 19 décembre 2016 sur RTS Un

- États-Unis : 5,28 millions de téléspectateurs[25] (première diffusion)

- Cedric Yarbrough (Vic)
- Natalie Alyn Lind (Dana Caldwell)
- Casey Simpson (Dougie Caldwell)
- Barbara Alyn Woods (Mrs. Caldwell)

### Épisode 13:L'Autre mère abusive
- États-Unis /  Canada : 14 janvier 2014 sur ABC / CTV
- France : 31 octobre 2015 sur Comédie+
- Suisse : 20 décembre 2016 sur RTS Un

- États-Unis : 4,89 millions de téléspectateurs[26] (première diffusion)

- Annie Mumolo (Betsy Rubenstone)
- Martin Starr (Andre)
- Ginny Gardner (Lexy Bloom)
- Shannon McClung (College Recruiter)
- Parker Harris (Michael Rubenstone)
- Peter Ngo (Geek)

### Épisode 14:Tu as ouvert la porte
- États-Unis /  Canada : 21 janvier 2014 sur ABC / CTV
- France : 31 octobre 2015 sur Comédie+
- Suisse : 21 décembre 2016 sur RTS Un

- États-Unis : 4,71 millions de téléspectateurs[27] (première diffusion)

- Natalie Alyn Lind (Dana Caldwell)
- Barbara Alyn Woods (Mrs. Caldwell)
- Michael Rubenstone (Teacher)

### Épisode 15:Musclor Mirsky
- États-Unis /  Canada : 4 février 2014 sur ABC / CTV
- France : 31 octobre 2015 sur Comédie+
- Suisse : 22 décembre 2016 sur RTS Un

- États-Unis : 4,93 millions de téléspectateurs[28] (première diffusion)

- Stephanie Katherine Grant (Emmy Mirsky)
- Ginny Gardner (Lexy Bloom)
- AJ Michalka (Lainey Lewis)
- Austin Lyon (Frat Guy)
- Justene Alpert (Sorority Girl)

### Épisode 16:Le Film de sa vie
- États-Unis /  Canada : 4 mars 2014 sur ABC / CTV
- France : 7 novembre 2015 sur Comédie+
- Suisse : 23 décembre 2016 sur RTS Un

- États-Unis : 4,16 millions de téléspectateurs[29] (première diffusion)

- Jacob Hopkins (Chad Kremp)
- Natalie Alyn Lind (Dana Caldwell)
- Stephanie Katherine Grant (Emmy Mirsky)
- Kenny Ridwan (Dave Kim)
- Kathryn Leigh Scott (Miriam)

### Épisode 17:Hockey contre science-fiction
- États-Unis /  Canada : 11 mars 2014 sur ABC / CTV
- France : 7 novembre 2015 sur Comédie+
- Suisse : 5 janvier 2017 sur RTS Un

- États-Unis : 4,41 millions de téléspectateurs[30] (première diffusion)

- Tanner Buchanan (Evan Turner)
- Kate Hess (S.A.T. proctor)

### Épisode 18:Pour ton bien
- États-Unis /  Canada : 18 mars 2014 sur ABC / CTV
- France : 7 novembre 2015 sur Comédie+
- Suisse : 2 janvier 2017 sur RTS Un

- États-Unis : 4,74 millions de téléspectateurs[31] (première diffusion)

- Cooper Roth (JC Spink)
- Dustin Ybarra (Nitrous)
- Mason Cook (Tyler)
- JC Spink (Joe the Bus Driver)
- AJ Michalka (Lainey Lewis)

### Épisode 19:Les Tractions du président
- États-Unis /  Canada : 1er avril 2014 sur ABC / CTV
- France : 7 novembre 2015 sur Comédie+
- Suisse : 3 janvier 2017 sur RTS Un

- États-Unis : 4,67 millions de téléspectateurs[32] (première diffusion)

- Bryan Callen (Coach Mellor)
- Bella Dayne (Fanny)
- David Hornsby (Kyle)
- Mason Cook (Tyler)
- Cooper Roth (JC Spink)
- Sean Conroy (SkyCap)

### Épisode 20:Interdit aux parents
- États-Unis /  Canada : 8 avril 2014 sur ABC / CTV
- France : 14 novembre 2015 sur Comédie+
- Suisse : 4 janvier 2017 sur RTS Un

- États-Unis : 4,45 millions de téléspectateurs[33] (première diffusion)

- Natalie Alyn Lind (Dana Caldwell)
- Jacob Hopkins (Chad Kremp)
- Kenny Ridwan (Dave Kim)
- Stephanie Katherine Grant (Emmy Mirsky)
- Ginny Gardner (Lexy Bloom)

### Épisode 21:L'Âge des tenebres
- États-Unis /  Canada : 29 avril 2014 sur ABC / CTV
- France : 14 novembre 2015 sur Comédie+
- Suisse : 5 janvier 2017 sur RTS Un

- États-Unis : 4,81 millions de téléspectateurs[34] (première diffusion)

- Jennifer Irwin (Virginia Kremp)
- Tyler Stokes (Drew Kremp)
- Luke Benward (Bruce)
- AJ Michalka (Lainey Lewis)
- Joey Luthman (Roger McFadden)
- Terrell Lee (Pawn Shop Guy)
- Jessica McKenna (Waiter)
- Ben Zelevansky (Dale)

### Épisode 22:Un Lutteur nomme Goldberg
- États-Unis /  Canada : 6 mai 2014 sur ABC / CTV
- France : 14 novembre 2015 sur Comédie+
- Suisse : 6 janvier 2017 sur RTS Un

- États-Unis : 4,15 millions de téléspectateurs[35] (première diffusion)

- Bryan Callen (Mr. Meller)
- AJ Michalka (Lainey Lewis)
- Ginny Gardner (Lexy Bloom)
- Hayden Michael Cruz (Adam (9 years old))
- Thomas Lennon (Tautaun Todd)
- Shawn Crosby (Obi-Shawn)
- Torrey Vogel (Opponent)

### Épisode 23:Le Roi de la fête
- États-Unis /  Canada : 13 mai 2014 sur ABC[36] / CTV
- France : 14 novembre 2015 sur Comédie+
- Suisse : 6 janvier 2017 sur RTS Un

- États-Unis : 4,26 millions de téléspectateurs[37] (première diffusion)

- AJ Michalka (Lainey Lewis)
- Ginny Gardner (Lexy Bloom)
- Dustin Ybarra (Nitrous)
- Keith Pillow (Principal Dover)
- Joey Luthman (Roger McFadden)
- Jimmy Bellinger (Gustav)
- Paul McKinney (Reporter)
- Jackson Odell (Ari Caldwell)

## Audiences aux États-Unis
| N° d'épisode | Titre original                  | Titre français                    | Chaîne | Date de diffusion originale | Audience (en millions de téléspectateurs) | Pdm sur les 18-49 ans |
| ------------ | ------------------------------- | --------------------------------- | ------ | --------------------------- | ----------------------------------------- | --------------------- |
| 1            | The Circle Of Driving           | Le cercle de la conduite          | ABC    | 24 septembre 2013           | 8.94                                      | 3.1                   |
| 2            | Daddy Daughter Day              | La journée père-fille             | ABC    | 1er octobre 2013            | 6.06                                      | 2.2                   |
| 3            | Mini Murray                     | Mini-Murray                       | ABC    | 8 octobre 2013              | 5.76                                      | 1.9                   |
| 4            | Why're You Hitting Yourself?    | Pourquoi tu te fous des baffes ?  | ABC    | 15 octobre 2013             | 5.05                                      | 1.6                   |
| 5            | The Ring                        | La bague                          | ABC    | 22 octobre 2013             | 5.20                                      | 1.7                   |
| 6            | Who Are You Going to Telephone? | En cas d'ennuis, on appelle qui ? | ABC    | 29 octobre 2013             | 5.43                                      | 1.7                   |
| 7            | Call Me When You Get There      | Appelle moi quand t'es arrivé     | ABC    | 5 novembre 2013             | 4.89                                      | 1.5                   |
| 8            | The Kremps                      | Les Kremp                         | ABC    | 12 novembre 2013            | 5.12                                      | 1.7                   |
| 9            | Stop Arguing and Start Thanking | Le boulet                         | ABC    | 19 novembre 2013            | 5.03                                      | 1.6                   |
| 10           | Shopping                        | Shopping                          | ABC    | 3 décembre 2013             | 4.56                                      | 1.4                   |
| 11           | Kara-te                         | Karaté                            | ABC    | 10 décembre 2013            | 4.77                                      | 1.6                   |
| 12           | You're Under Foot               | Un associe encombrant             | ABC    | 7 janvier 2014              | 5.28                                      | 1.7                   |
| 13           | The Other Smother               | L'autre mère abusive              | ABC    | 14 janvier 2014             | 4.89                                      | 1.8                   |
| 14           | You Opened the Door             | Tu as ouvert la porte             | ABC    | 21 janvier 2014             | 4.71                                      | 1.5                   |
| 15           | Muscles Mirsky                  | Musclor mirsky                    | ABC    | 4 février 2014              | 4.93                                      | 1.6                   |
| 16           | Goldbergs Never Say Die!        | Le film de sa vie                 | ABC    | 4 mars 2014                 | 4.16                                      | 1.5                   |
| 17           | For Your Own Good               | Hockey contre science-fiction     | ABC    | 11 mars 2014                | 4.41                                      | 1.5                   |
| 18           | Lame Gretzky                    | Pour ton bien                     | ABC    | 18 mars 2014                | 4.74                                      | 1.7                   |
| 19           | The President's Fitness Test    | Les tractions du président        | ABC    | 1er avril 2014              | 4.67                                      | 1.5                   |
| 20           | You're Not Invited              | Interdit aux parents              | ABC    | 8 avril 2014                | 4.45                                      | 1.4                   |
| 21           | The Age of Darkness             | L'age des ténèbres                | ABC    | 29 avril 2014               | 4.81                                      | 1.7                   |
| 22           | A Wrestler Named Goldberg       | Un lutteur nomme Goldberg         | ABC    | 6 mai 2014                  | 4.15                                      | 1.3                   |
| 23           | Sweater Party!!!                | Le roi de la fête                 | ABC    | 13 mai 2014                 | 4.26                                      | 1.5                   |